# دار الحديث الحسنية
مؤسسة دار الحديث الحسنية مؤسسة للتعليم العالي والبحث العلمي، يعهد إليها بمهمة تكوين العلماء والباحثين في مجال الدراسات الإسلامية العليا المتخصصة والمعمقة.
   تأسست دار الحديث الحسنية في فاتح نونبر 1964 م بناء على خطاب ألقاه الملك الحسن الثاني في جمع من العلماء المشاركين في الدروس الحسنية.
   وبمقتضاه صدر المرسوم الملكي المؤسس للدار في 11 جمادى الأولى عام 1388هـ (6 غشت 1968م ).
 وفي سنة 2015 أصبحت المؤسسة منضوية تحت جامعة القرويين بموجب الظهير رقم 115.71 الصادر في 7 رمضان 1436 (24 يوليوز 2015) بإعادة تنظيم جامعة القرويين. كان النظام القديم (1968) للمؤسسة مفتوحًا للتسجيل أمام الطلبة الحاملين لشهادة الإجازة في العلوم الشرعية أو في اللغة العربية وآدابها أو في القانون الخاص، ويمنحهم نوعين من الشهادة:
- دبلوم الدراسات العليا في العلوم الإسلامية والحديث.
- دكتوراه في العلوم الإسلامية و الحديث «دكتوراه دولة».

وبتاريخ 18 رجب 1426 (الموافق 24 غشت 2005) صدر الظهير 1.05.159 بإعادة تنظيم دار الحديث الحسنية، وبناءً عليه أُضيف ما يلي:
- شهادة إجازة دار الحديث الحسنية في علوم الدين: تتويجًا للتكوين الأساسي المتخصص: ويستقبل الطلبة الحائزين على شهادة الباكالوريا في مختلف التخصصات بميزة مستحسن على الأقل، ويشتمل هذا السلك على ثمانية فصول موزعة على أربع سنوات (منها فصلان تحضيريان).
- شهادة التأهيل في الدراسات الإسلامية العليا: تتويجًا لمرحلة التأهيل والتي تضم أربعة فصول موزعة على سنتين، ويُستقبل الطلبة الحاملين لشهادة الإجازة من مؤسسة دار الحديث الحسنية، أو من إحدى كليات العلوم القانونية والاقتصادية والاجتماعية، أو ما يعادلها.
- شهادة الدكتوراه في الدراسات الإسلامية العليا: تستغرق على الأقل ثلاث سنوات.

## وصلات خارجية
- موقع المؤسسة
- قصة تأسيس دار الحديث الحسنية